# كونر هنري
كونر هنري (بالإنجليزية: Conner Henry)‏ مواليد 21 يوليو 1963 في كلاريمونت، هو مدرب كرة سلة أمريكي ولاعب سابق. بدأ مسيرته الاحترافية في سنة 1986. تم اختياره من قبل فريق هيوستن روكتس خلال الدرافت. يدرب في الرابطة الوطنية لكرة السلة. يبلغ طوله 6 قدم 7 بوصة (2.0 م). لعب كرة السلة الجامعية في جامعة كاليفورنيا. اعتزل اللعب في 1998.

## المسيرة الاحترافية
لعب مع هيوستن روكتس في سنة 1986، ثم لعب مع بوسطن سيلتكس في سنة 1987، ثم لعب مع ميلووكي باكز في موسم 1987–1988، ثم لعب مع سكرامنتو كينغز في سنة 1988.

## روابط خارجية
- كونر هنري على موقع إن بي أي (الإنجليزية)
- كونر هنري على موقع سبورتس رفرنس (الإنجليزية)
- كونر هنري على موقع الدوري الإسباني لكرة السلة (الإسبانية)
- كونر هنري على موقع كرة السلة الأوروبية.كوم (الإنجليزية)
- كونر هنري على موقع كلية كرة السلة في سبورتس رفرنس.كوم (الإنجليزية)
- كونر هنري على موقع ريلجم (الإنجليزية)
- كونر هنري على موقع بروبوليرز (الإنجليزية)
- كونر هنري على موقع سبورتس رفرنس (الإنجليزية)
- كونر هنري على موقع سبورتس رفرنس (الإنجليزية)